# Tāpura huiraʻatira

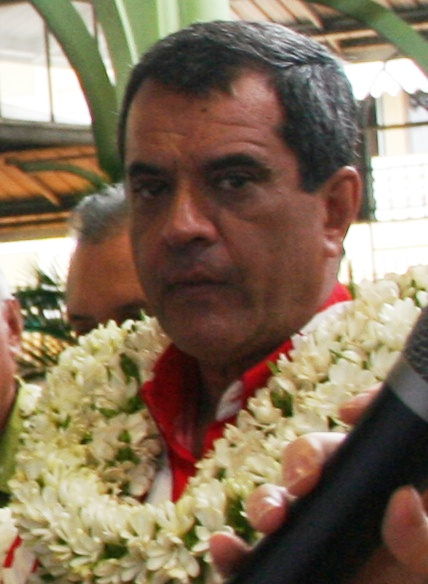
Édouard Fritch, Präsident der Partei Tapura Huiraatira

Tāpura huiraʻatira (dt. Volkliste) ist eine politische Partei in Französisch-Polynesien. Die Partei tritt für eine Autonomie Französisch-Polynesiens ein und wird vom ehemaligen Präsidenten Französisch-Polynesiens, Édouard Fritch, geleitet.

## Geschichte
Die Partei ist eine Abspaltung der 1977 von Gaston Flosse, langjährigem Präsidenten von Französisch-Polynesien, gegründeten Partei Tāhōʻēraʻa huiraʻatira. Nachdem Gaston Flosse aufgrund der Rechtskraft seiner Verurteilung wegen Korruption sein passives Wahlrecht verloren hatte, musste er am 5. September 2014 als Präsident Französisch-Polynesiens zurücktreten. Seit dem 12. September 2014 ist sein damaliger Schwiegersohn Édouard Fritch Präsident Französisch-Polynesiens. Gaston Flosse blieb weiter Parteivorsitzender von Tāhōʻēraʻa huiraʻatira und entzweite sich 2015 mit Fritch. Édouard Fritch gründete daraufhin am 20. Februar 2016 Tapura Huiraatira, eine Partei, die die politische Autonomie innerhalb der Französischen Republik aufrechterhalten möchte und wie Tāhōʻēraʻa huiraʻatira nicht nach vollständiger Unabhängigkeit strebt. Bei der Parlamentswahl in Französisch-Polynesien 2018 gewann Tapura Huiraatira die Mehrheit.